# Marco Viscovich
Marco Viscovich (Mestre, 20 de junho de 2001) é um jogador de vôlei de praia italiano.

## Carreira
No vôlei de praia, competia desde 2018, terminou na nona posição no Campeonato Europeu Sub-18 em Brno ao lado de Samuel Frascio, nesta temporada formou dupla com Gianluca Dal Corso e conquistaram o título nacional na categoria Sub-19 em Caorle, nesta temporada terminaram juntos na vigésima quinta posição no circuito italiano na etapa de Catania. No ano de 2019, conquistaram o bicampeonato no campeonato nacional Sub-19 em Caorle e no circuito italiano terminaram na quinta posição em Cirò Marina, e na décima posição no Finals em Caorle, mesma posição na etapa de Cesenatico, nesta atuando com Simone Cherin.
Em 2020, esteve com Gianluca Dal Corso na conquista da medalha de bronze no Campeonato Europeu Sub-20 em Brno.Em 2021, estreou com Alex Ranghieri no circuito mundial, disputaram o torneio quatro estrelas em Sóchi, e com melhores resultados estão: o quinto lugar no torneio uma estrela em Cervia e o nono lugar no torneio uma estrela em Sófia, estiveram juntos no circuito suíço, e terminaram em quinto lugar na etapa de Locarno e o quarto lugar em Kloten, já no circuito italiano, terminaram na quinta posição nas etapas de Bellaria Igea Marina e Caorle.E novamente com Gianluca Dal Corso conquistou a medalha de prata no Campeonato Mundial Sub-21 de 2021 em Phuket.
A partir de 2022, formou dupla com Tobia Marchetto nacionalmente, obtendo o sétimo lugar na etpa ae Bellaria Igea Marina, nono em Termoli, décimo sétimo em Caorle e nos Futures, tendo o quinto lugar como melhor resultado Songkhla, Giardini Naxos, Ciro Marina e Montpellier.E com Theo Hanni disputou o Campeonato Europeu Sub-22 em Flessingue, e nesta temporada finalizou jogando com Alex Ranghieri, sendo vice-campeões ni circuito europeu em Laigueglia e obteve os quintos lugares nos Challenges das Maldivas, e nos dois eventos em Dubai
Em 2023,  retomou a parceria ao lado de Gianluca Dal Corso e no circuito mundial conquistaram o quarto lugar no Future de Lecce, a medalha de bronze no Future de Messina e no Future de Corigliano Calabro-Rossano, quinto lugar no Future de Cervia e no Challenge de Haikou; ainda disputaram o circuito nacional juntos, foram vice-campeões em Palinuro, Montesilvano e Cirò Marina, campeões em Catania e Vasto, sétima posição em Cordenons e o terceiro lugar em  Bellaria Igea Marina e foram semifinalistas na II edição dos Jogos do Mediterrâneo de Praia de 2023 em Heraclião.

## Títulos e resultados
- Future de Corigliano Calabro-Rossano do Circuito Mundial de 2023
- Future de Messina do Circuito Mundial de 2023
- Future de Lecce do Circuito Mundial de 2023
- Jogos do Mediterrâneo de Praia de 2023